# Cristatogobius rubripectoralis
Cristatogobius rubripectoralis é uma espécie de peixe da família Gobiidae e da ordem Perciformes.

## Morfologia
- Os machos podem atingir 6,1 cm de comprimento total e as fêmeas 4,95.
- Número de vértebras: 25-26.[5]

## Habitat
É um peixe de clima tropical e demersal.

## Distribuição geográfica
É encontrado no Oceano Pacífico ocidental central: o Sul de Ilha de Java (Indonésia) e no Norte da Austrália.

## Observações
É inofensivo para os humanos.